# Lena Thunberg
Helena Thunberg, känd som Lena Thunberg och född 29 maj 1947 i Skara, är lärare, författare och redaktör för tidskriften Västsahara och har skrivit två böcker om Västsahara och flera läroböcker i svenska som andraspråk och svenska för invandrare (sfi).
Thunberg har länge varit engagerad i Västsahara, och har sedan 1987 varit redaktör för tidskriften Västsahara. Hon deltog i en paneldebatt i Riksdagshuset våren 2015. Västsahara har varit ockuperat av Marocko sedan 1975, och många västsaharier lever i flyktingläger i Algeriet.